# 生麺
生麺（なまめん）は、麺類を成形したままの状態で、未加熱・未乾燥のものをいう。
一般的には冷蔵または常温で保存・流通されるものを指す場合が多いが、未加熱・未乾燥のまま凍結させたものも含まれており、これは冷凍生麺と呼ばれている。
カップ入りインスタント麺において、完全包装のロングライフゆで麺を生タイプ麺と呼ぶ場合があり、生麺と混同されることがあるが、これは生麺ではない。
ただし、「生めん類の表示に関する公正競争規約」では、生麺を加工したゆでめん、むしめん、半生めん、油揚げめんも生めん類の一種として定義されているため、これらについても広義の生麺として扱われることがある。また、これらの生麺類のうち、冷蔵で保存・流通されるものはチルド麺と呼ばれることがある。
製麺所ではなく店舗が直接自社工場で製造し、店舗で提供する場合も出ている。例として、うどんでははなまるうどん、ラーメンでは長崎ちゃんめんなどが自社工場から生麺を店舗に配送し、提供している。